# زلاتوتسی
زلاتوتسی (به بلغاری: Zlatevtsi) یک منطقهٔ مسکونی در بلغارستان است که در شهرستان گابروو واقع شده‌است.